# کارشوو (شهرستان البلانگ)
کارشوو (به لهستانی:  Karszewo) یک روستا در لهستان است که در گمینا موناره واقع شده‌است.